# Délégation du gouvernement en Andalousie
La délégation du gouvernement en Andalousie est un organe du secrétariat d'État aux Administrations territoriales dépendant du ministère de la Politique territoriale. Le délégué représente le gouvernement de l'Espagne dans la communauté autonome d'Andalousie.

## Structure

### Siège
Le siège de la délégation du gouvernement en Andalousie se situe dans la Tour sud de la Place d'Espagne à Séville, la capitale régionale.

### Sous-délégations
Le délégué du gouvernement dans la communauté autonome d'Andalousie est assisté de huit sous-délégués du gouvernement. Il existe une sous-délégation dans chaque province de la communauté autonome :
- sous-délégation du gouvernement dans la province d'Almería (Calle Arapiles, 19, 04071-Almería) ;
- sous-délégation du gouvernement dans la province de Cadix (Calle Barcelona, 1, 11008-Cadix) ;
- sous-délégation du gouvernement dans la province de Cordoue (Plaza De la Constitución, 1, 14004-Cordoue) ;
- sous-délégation du gouvernement dans la province de Grenade (Calle Gran Vía de Colón, 50, 18071-Grenade) ;
- sous-délégation du gouvernement dans la province de Huelva (Calle Berdigón, 11-13, 21003-Huelva) ;
- sous-délégation du gouvernement dans la province de Jaén (Plaza De las Batallas, 2, 23071-Jaén) ;
- sous-délégation du gouvernement dans la province de Malaga (Paseo De Sancha, 64, 29071-Malaga) ;
- sous-délégation du gouvernement dans la province de Séville (Plaza de España, S/N (Torre Norte), 41071-Séville).

## Titulaires
| Délégués | Délégués                         | Dates du mandat | Dates du mandat | Parti |
| -------- | -------------------------------- | --------------- | --------------- | ----- |
|          | Félix Manuel Pérez Miyares       | 13.02.1982      | 04.09.1982      | UCD   |
|          | José María Sanz-Pastor Mellado   | 04.09.1982      | 30.12.1982      | UCD   |
|          | Leocadio Marín Rodríguez         | 30.12.1982      | 09.11.1985      | PSOE  |
|          | Tomás Azurín Muñoz               | 14.11.1985      | 01.05.1987      | PSOE  |
|          | Alfonso Garrido Ávila            | 09.12.1987      | 03.05.1993      | PSOE  |
|          | Amparo Rubiales                  | 14.09.1993      | 27.01.1996      | PSOE  |
|          | Juan José López Garzón           | 27.01.1996      | 18.05.1996      | PSOE  |
|          | José Torres Hurtado              | 18.05.1996      | 07.09.2002      | PP    |
|          | Juan Ignacio Zoido               | 07.09.2002      | 24.04.2004      | PP    |
|          | José Antonio Viera Chacón        | 24.04.2004      | 28.08.2004      | PSOE  |
|          | Juan José López Garzón           | 28.08.2004      | 18.10.2010      | PSOE  |
|          | Luis García Garrido              | 18.10.2010      | 19.12.2011      | PSOE  |
|          | Carmen Crespo Díaz               | 24.12.2011      | 16.02.2015      | PP    |
|          | Antonio Sanz Cabello             | 21.02.2015      | 19.06.2018      | PP    |
|          | Alfonso Rodríguez Gómez de Celis | 19.06.2018      | 16.03.2019      | PSOE  |
|          | Lucrecio Fernández               | 16.03.2019      | 12.02.2020      | PSOE  |
|          | María Sandra García Martín       | 12.02.2020      | 31.03.2021      | PSOE  |
|          | Pedro Fernández Peñalver         | 31.03.2021      | En fonction     | PSOE  |